# Jørgen Poulsen (professor)
 For alternative betydninger, se Jørgen Poulsen. (Se også artikler, som begynder med Jørgen Poulsen)
Jørgen Poulsen (født 1948) er en dansk professor i journalistik.
Poulsen blev mag.art. filmvidenskab fra Københavns Universitet i 1975 og blev derefter kandidatstipendiat ved RUC i 1976. Han blev efterfølgende adjunkt i kommunikationsteori ved Aalborg Universitetscenter og fra 1979-1980 var han lektor. Han tog efterfølgende orlov og blev udstationeret til Grønland som faglig sekretær ved Statens Samfundsvidenskabelige Forskningsråds Grønlands-initiativ og lektor ved Institut for Eskimologi samme sted. Fra 1983-1984 var han fuldmægtig i Telestyrelsen, og i 1984 vendte han tilbage til sit lektorat ved Aalborg Universitetscenter. Han var fra 1986-1987 mediekonsulent i LO. Fra 1987-1999 var han ekstern lektor ved kommunikationsuddannelsen på Roskilde Universitetscenter, og fra 1999 professor i journalistik samme sted.